# Карл I д’Амбуаз
Карл (Шарль) I д’Амбуаз (фр. Charles Ier d'Amboise) (1430 — 22 февраля 1481) — французский дворянин, фаворит короля Людовика XI. Был сеньором Шомона, Сагонны, Мейяна, Шарантона, губернатором Иль-де-Франс, Шампани и Бургундии, советником короля, камергером и рыцарем ордена Святого Михаила.

## Биография
В 1462 году король Людовик XI отправил его с Бертраном де Бово и Франсуа Руайе послом к герцогу Миланскому Франческо I Сфорца.
Он был губернатором Лангра, когда Людовик XI пожертвовал ему 1 декабря 1473 года сеньории Сомпюи и Дампьер и бальяж Шомон, конфискованные у Валерана де Шатийон-Дампьера. Король также дал ему графство Бриенн 1 января 1475 г.

### Военная карьера
Шарль д’Амбуаз был одним из фаворитов Людовика XI, который сделал его рыцарем ордена Святого Михаила. Участвовал во многих войнах на востоке и северо-востоке Франции. Он описан как капитан кастеляна Пезена в расписке, которую он дал 12 июля 1474 г., и капитан 80 копий в другой расписке от 30 июля 1475 г..
Между 1475 и 1480 гг. в ходе Бургундской войны и войны за бургундское наследство завоевал графство Бургундия, Франш-Конте и герцогство Люксембург.
2 октября 1476 года с двумя сотнями копий ему удалось освободить сестру Людовика XI Иоланду Французскую, запертую в замке Рувр-ан-Плен Карлом Смелым..
По приказу Людовика XI он отправился в Морван в 1478 г., чтобы разрушить замки сторонников Марии Бургундской, и, в частности, замок Вилларну в Бюссьере и замок де Рюэр в Йонне. и Везуль.